# Фресінету
Фресінету (рум. Frăsinetu) — село у повіті Олт в Румунії. Входить до складу комуни Добрословень.
Село розташоване на відстані 144 км на захід від Бухареста, 30 км на південь від Слатіни, 44 км на південний схід від Крайови.

## Населення
За даними перепису населення 2002 року у селі проживали 510 осіб, усі — румуни. Усі жителі села рідною мовою назвали румунську.